# Ivo Macharáček
Ivo Macharáček (* 12. května 1976 Jiříkov) je český televizní a filmový režisér. Podílel se na dokumentárních i hraných televizních seriálech a studiových pořadech, natočil řadu reportáží a dokumentárních snímků. V hrané filmové tvorbě režíroval komedii Panic je nanic či pohádkové snímky Tajemství staré bambitky a Tajemství staré bambitky 2.

## Život a tvorba
Narodil se 12. května 1976 v Jiříkově poblíž Rýmařova na Bruntálsku, od svých 9 let však následujících 14 roků prožil v Praze. V roce 1994 tam absolvoval Střední průmyslovou školu dopravní a v roce 2000 katedru dokumentárního filmu na FAMU. Jako absolventský film natočil dokument Divadlo na Černé louce.
Již během studia navázal spolupráci s pražským a ostravským studiem České televize a společností Febio. Pro Febio točil např. cestopisné snímky z cyklu Cestománie: Borneo – za lovci lebek (1999) a Polsko – duše, která zpívá (2001), pro televizi pracoval na dokumentech z cyklů Jak se žije... (2000), Náš venkov (2000–2008), Osudové okamžiky (2000), Starty (2000–2001), Čas pro rodinu (2001–2002), Mimo domov (2003), Generace "O" (2009), Návraty k divočině (2011). Natáčel i reportáže pro televizní cykly Salón moravskoslezský (1999–2001), Salón (2000), Barvy života (2001–2005) a Artefakta (2013), fejetony Hlasy poezie (2001–2002), režíroval studiové pořady Pomeranč (2004), Tykadlo (2004) či Sama doma (2002–2005).
Podílel se i na rodinných televizních seriálech Ordinace v růžové zahradě 2 (2009 a 2012), Helena (2012–2013), Svatby v Benátkách (2014), Kadeřnictví (2018), Kočka není pes (2017–2020) či dětském pořadu Kouzelná školka (2017–2021).
V hrané filmové tvorbě určené pro kinodistribuci debutoval komediálním snímkem Panic je nanic (2005). Hraný film pro děti pak reprezentuje televizní pohádka Tajemství staré bambitky (2011) s Tomášem Klusem v hlavní roli, na niž později navázal volným pokračováním určeným do kin Tajemství staré bambitky 2 (2022).